# 地方酒吧

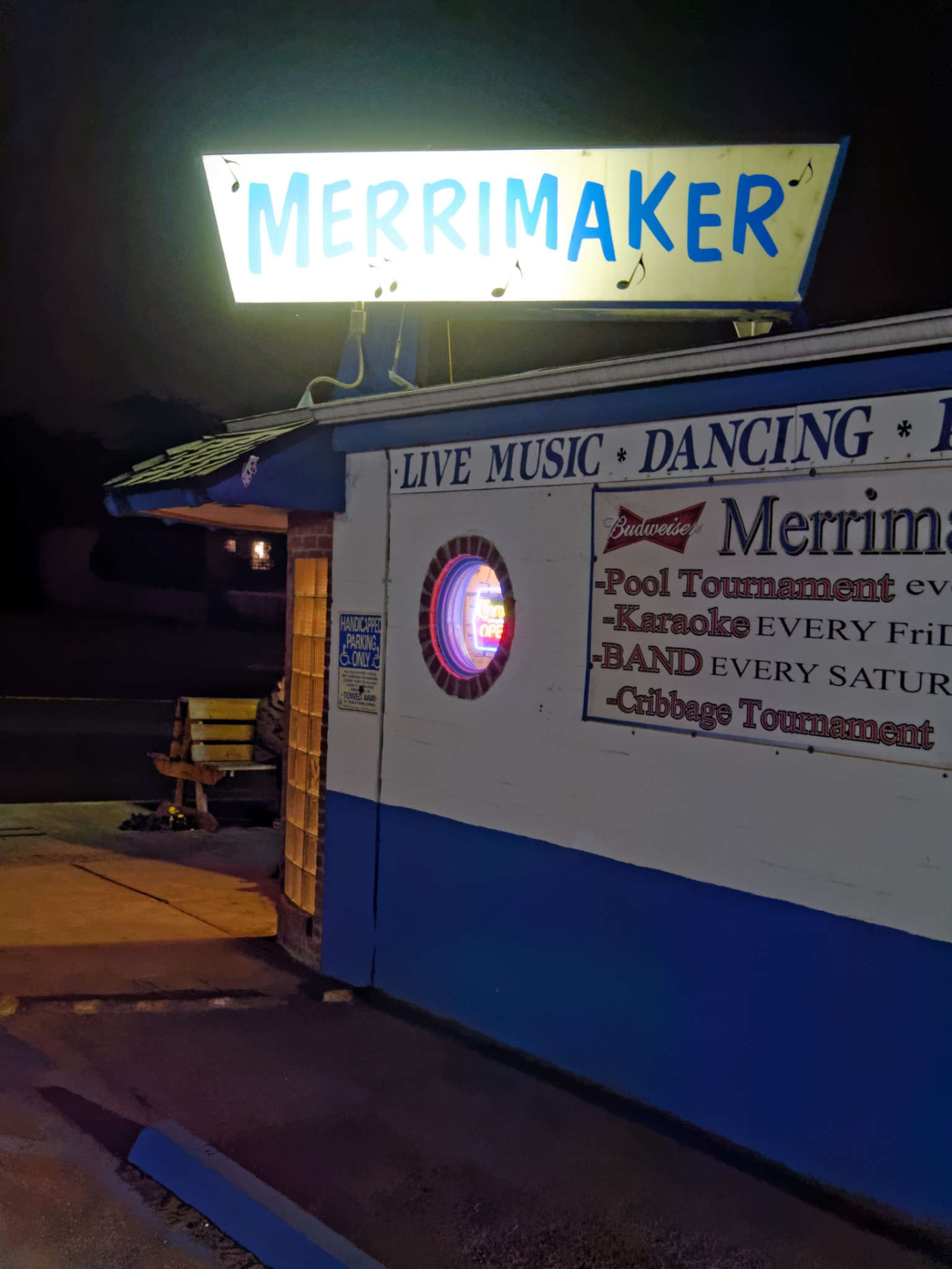
美国洛斯奧索斯一家地方酒吧

地方酒吧指的是一類小型而裝飾單調的酒吧，此類酒吧主要販售价格低廉的酒精饮料，但販售的食品種類也相對較少。此種酒吧內通常灯光昏暗且裝潢老舊，而客户也以附近的居民為主。 :1 某些地方酒吧甚至只接受现金，并且連收银机都沒有。